# Badín
Badín es un municipio del distrito de Banská Bystrica en la región de Banská Bystrica, Eslovaquia, con una población estimada a final del año 2024 de 2152 habitantes.
Se encuentra ubicado en la zona centro-norte de la región, cerca del río Hron —un afluente izquierdo del Danubio— y de la frontera con la región de Žilina.

## Demografía
| Año        | 1994 | 2004    | 2014     | 2024     |
| ---------- | ---- | ------- | -------- | -------- |
| Población  | 1581 | 1694    | 1928     | 2152     |
| Diferencia |      | +7,14 % | +13,81 % | +11,61 % |

| Año        | 2023 | 2024    |
| ---------- | ---- | ------- |
| Población  | 2127 | 2152    |
| Diferencia |      | +1,17 % |